# Juice
Juice es una película estadounidense de 1992 dirigida por Ernest R. Dickerson, escrita por Gerard Brown y el propio Dickerson, y protagonizada por Omar Epps, Tupac Shakur, Jermaine Hopkins y Khalil Kain que cuenta las vidas de cuatro jóvenes que crecen en Harlem. Se concentra en las actividades del día a día en la vida de los jóvenes y en las luchas que estos jóvenes enfrentan todos los días, como el acoso policial, la violencia de las pandillas y sus familias. La película es el estreno escrito y dirigido de Dickerson, y presenta a Shakur en su debut como actor.
La película fue filmada en Nueva York, principalmente en el área de Harlem.

## Sinopsis
Viviendo una vida más o menos pacífica, Bishop y su pandilla intentarán todo para ganarse el respeto que sueñan. Sin embargo, no están de acuerdo en cómo ganarlo. Todo cambia el día en que Bishop intenta unirse a un robo en curso y luego no logra convencer a sus otros tres compañeros para que lo respalden. Pero todo cambiará cuando se den cuenta de que su atracción por el reconocimiento es lo suficientemente grande como para cometer crímenes. Naturalmente, Quincy (que se hace llamar "Q") razonará y pondrá fin a la locura que Bishop está sembrando para cambiar la situación. Las consecuencias serán terribles para los cuatro jóvenes.

## Reparto
- Omar Epps - Quincy 'Q' Powell
- Tupac Shakur - Roland Bishop
- Jermaine Hopkins - Eric 'Steel' Thurman
- Khalil Kain - Raheem Porter
- Cindy Herron - Yolanda
- Vincent Laresca - Radames
- Samuel L. Jackson - Trip
- George O. Gore II - Brian
- Grace Garland - Madre de Q
- Queen Latifah - Ruffhouse M.C.
- Bruklin Harris - Keesha